# Augusto Ruschi

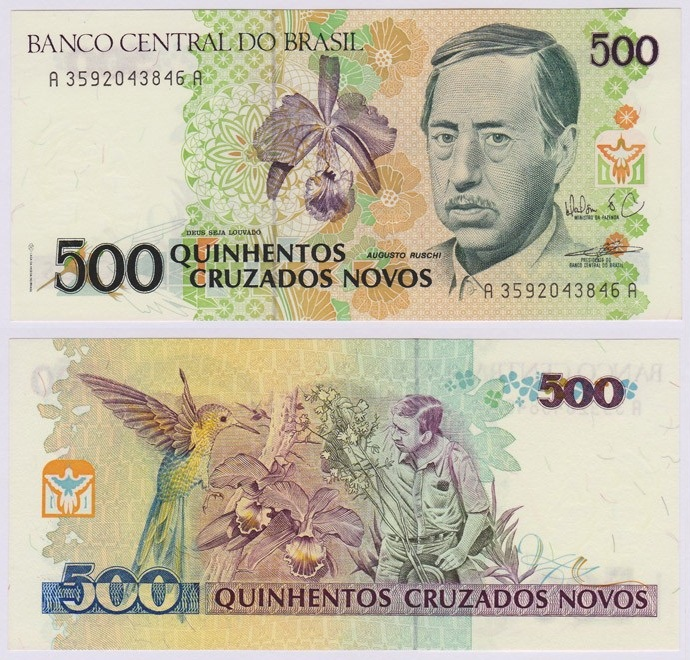
Augusto Ruschi avbildades på sedeln för 500 brasilianska cruzados (brasilianska valutan 1989–1990).

Augusto Ruschi, född 12 december 1915 i Santa Teresa, död 3 juni 1986 i Vitória, var en brasiliansk agronom, ekolog, topograf, jurist och forskare.
Ruschi var son till en italiensk immigrant och intresserade sig tidigt för växter och djur. Han studerade många olika grenar av biologi och kom att bli en respekterad specialist på kolibrier och orkidéer. Han var professor vid Universidade Federal do Rio de Janeiro och forskare vid Brasiliens nationalmuseum (MNRJ). Han efterlämnade mer än 400 artiklar om botanik, mammalogi ornitologi och antropologi över 20 böcker och en stor samling fotografier och vetenskapliga illustrationer. Han hjälpte till i kampen mot skadedjur inom jordbruket, verkade för grundandet av flera naturreservat, som Parque Nacional do Caparaó, och för att sprida kunskap om naturen. Han grundade de två vetenskapliga institutionerna Museu de Biologia Professor Mello Leitão (MBML) och Estação de Biologia Marinha Ruschi och han gav ut tidskriften Boletim do Museu de Biologia Mello Leitão.
Ruschi var också en kontroversiell person som aktivist och ökänd förkämpe för miljön. Han var inblandad i flera offentliga tvister med företag och myndigheter. Bland annat avslöjade han 1977 Élcio Álvares, guvernören i Espírito Santos inblandning i byggandet av en fabrik för utvinning av palmhjärta i naturreservatet Santa Lúcia. Han var också en pionjär i att bekämpa avskogning i Amazonas regnskog och förutsåg de skadliga effekterna av monokulturella eukalyptusplantage och användningen av bekämpningsmedel, bland flera andra miljöproblem.
Hans hårda miljöarbete och många vetenskapliga bidrag gjorde honom till en respekterad person bland samtida forskare och han erhöll flera utmärkelser, både under sin livstid och postumt. Den 19 mars 1969 utnämndes han exempelvis av den italienske presidenten Giuseppe Saragat till kommendant av Italienska stjärnorden (Ordine della Stella d'Italia) och 1994 beviljades han titeln Patrono da Ecologia no Brasil. Under senare år har dock hans metoder och slutsatser väckt kritik och han har anklagas för vetenskapliga felaktigheter.